# Carlos Brandão (banqueiro)
Carlos Brandão foi presidente do Banco Central do Brasil no período de março a agosto de 1979.
Fez parte do Conselho Monetário Nacional.